# کریم باقری

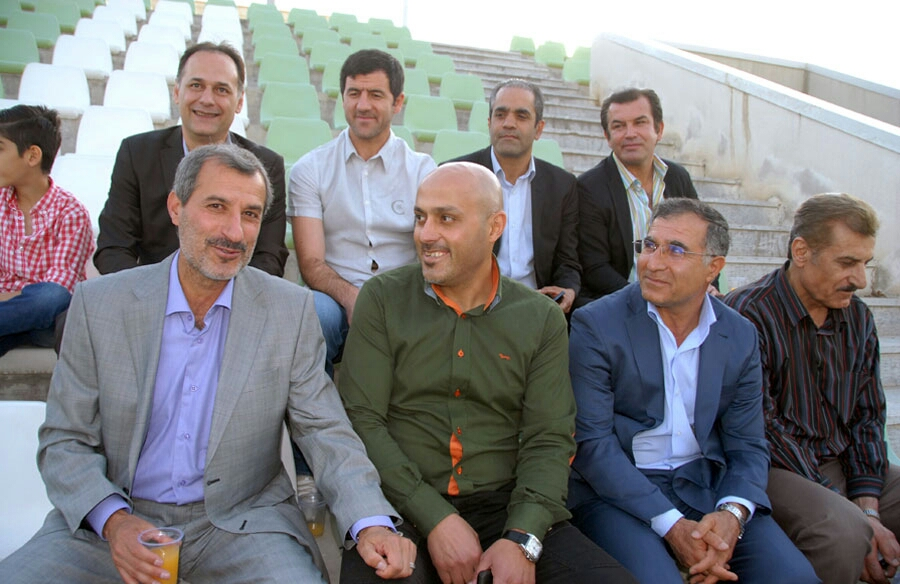
کریم باقری (دومین نفر از چپ بالا)

کریم باقری (؛ زادهٔ ۱ اسفند ۱۳۵۲) بازیکن سابق فوتبال و مربی اهل ایران است. وی همچنین با ۵۰ گل ملی، چهارمین گلزن برتر تیم ملی ایران شناخته می‌شود. او در مراسم بهترین‌های لیگ ایران، به عنوان مرد اخلاق دههٔ هشتاد فوتبال ایران برگزیده شد. باقری گلزن ترین هافبک تخصصی تاریخ فوتبال در بازی های ملی می باشد.

## دوران باشگاهی

### تراکتورسازی تبریز
کریم باقری فوتبال خود را با تیم تراکتورسازی شروع کرد. او نخستین بار در هفته پنجم مسابقات لیگ آزادگان مقابل استقلال در ورزشگاه آزادی و در حالی که ۱۷ سال داشت، به میدان رفت. باقری در ابتدای دوران فوتبال خود در پست دفاع بازی می‌کرد. او در نخستین فصل حضور در تراکتورسازی ۱۵ بازی انجام داد و یک گل به ثمر رساند. اولین گل باقری حاصل یک ضربه پنالتی بود که وارد دروازه سپاهان شد. باقری در دومین فصل حضور در تراکتورسازی به تیم ملی جوانان دعوت شد.

### کشاورز تهران
باقری در سال ۱۳۷۳ به تیم کشاورز تهران پیوست و پس از انجام بازی برای این تیم، به تیم ملی فوتبال ایران دعوت شد. او در بازی‌های مقدماتی جام جهانی ۱۹۹۴ پس از نمایش ضعیف در پست دفاع، به خط هافبک منتقل شد و با این تغییر پست، درخشش او در سن ۲۱ سالگی آغاز شد.

### پرسپولیس تهران
در زمستان ۱۳۷۴ کریم باقری به باشگاه پرسپولیس پیوست. او در بازی‌های ملی در سال ۱۳۷۵ درخشش خوبی داشت و در جام ملت‌های آسیا یکی از ۳ بازیکن برتر ایران بود. باقری در پرسپولیس یک فصل بازی کرد و پس از قهرمانی در این تیم، به عنوان یکی از اولین بازیکنان نسل جدید فوتبال ایران راهی آلمان شد.

### آرمینیا بیله‌فلد آلمان
در تابستان ۱۳۷۶ (۱۹۹۷ میلادی) باقری به همراه علی دایی به تیم آرمینیا بیله‌فلد پیوست. باقری در هفته دوم مسابقات بوندس‌لیگا مقابل اشتوتگارت؛ برای اولین بار، بازی در بوندس لیگا را تجربه کرد و در هفته بیستم مقابل کارلسروهه برای اولین بار گلزنی کرد. او در ۱۸ مسابقه برای آرمنیا بیله فلد به میدان رفت و ۳ گل به ثمر رساند. با پایان رقابت‌های بوندس‌لیگا، باقری به همراه دایی در تیم آرمنیا بیله فلد به لیگ دسته دوم بوندس‌لیگا سقوط کرد. او در دومین فصل حضور در این تیم؛ در مسابقات لیگ دسته دوم بوندس لیگا، ۲۲ بار به میدان رفت و ۲ گل به ثمر رساند. پس از بازگشت آرمنیا بیله‌فلد به لیگ دسته اول بوندس لیگا، باقری یک نیم فصل در این تیم باقی‌ماند و مجدداً به پرسپولیس بازگشت. او پس از این تیم راهی فوتبال امارات شد.

### النصر امارات
کریم باقری در سال ۲۰۰۰ میلادی به صورت قرضی؛ به مدت نیم فصل برای باشگاه النصر امارات به میدان رفت و در مدت کوتاه حضور در این تیم اماراتی بازی‌های خوبی انجام داد. در همین زمان عملکرد باقری مورد توجه چارلتون انگلیس قرار گرفت و او به عنوان اولین بازیکن آسیایی راهی لیگ برتر جزیره شد.

### چارلتون انگلیس
باقری در سال ۲۰۰۰ میلادی به عضویت تیم چارلتون انگلستان درآمد و فقط یک بار توانست در ترکیب چارلتون قرار گیرد. علی‌رغم قرارداد سه ساله، در پایان فصل از این تیم جدا شد.

### السد قطر
کریم باقری پس از پایان مسابقات مقدماتی جام جهانی ۲۰۰۲، به عنوان گرانقیمت‌ترین بازیکن تاریخ السد تا آن برهه، به این تیم قطری پیوست. او در جام باشگاه‌های عرب در ۵ مسابقه ۵ گل برای این تیم به ثمر رساند و به عنوان بهترین بازیکن این تورنمنت انتخاب شد. باقری در لیگ قطر نیز در ۱۱ بازی ۵ بار برای السد گلزنی کرد.

### پرسپولیس تهران
کریم باقری پس از بازگشت به فوتبال ایران از سال ۱۳۸۱ تا ۱۳۸۹ در مسابقات لیگ برتر برای پرسپولیس به میدان رفت و ۲۹ گل برای این تیم در مسابقات لیگ برتر به ثمر رساند. با خداحافظی افشین پیروانی و بهروز رهبری‌فر از فصل ۸۴ بازوبند کاپیتانی پرسپولیس نیز به این بازیکن رسید.
کریم باقری در هشتم آذر ماه سال ۱۳۸۹ در بازی دوستانه ایران و برزیل برای همیشه از دنیای فوتبال خداحافظی کرد.

### بازی در برابر تراکتورسازی
در لیگ نهم فوتبال ایران، شایعه‌هایی مبنی بر تمایل نداشتن کریم باقری برای حضور در برابر تیم زادگاهش، تراکتورسازی، به وجود آمد.
کریم باقری در مصاحبه‌ای در مورد دلایل عدم حضور در برابر تراکتورسازی گفت «الان چند سالی می‌شود که هیچ وقت برابر تراکتورسازی بازی نکرده‌ام، من احترام خاصی برای مردم شهرم و هواداران تیم تراکتورسازی که خاطرات زیادی از آن دارم قایلم و دلیلم برای بازی نکردن مقابل تیم سابقم همین بوده‌است.» باقری در بازی رفت پرسپولیس در برابر تراکتورسازی در تهران غایب بود و در بازی برگشت در تبریز نیز فقط یک‌نیمه به زمین رفت.

### آمار بازی‌های باشگاهی
آمار بازی‌های باشگاهی کریم باقری به شرح زیر است:
| باشگاهی           | باشگاهی            | باشگاهی           | لیگ  | لیگ                           | جام               | جام               | قاره  | قاره  | مجموع | مجموع |
| فصل               | باشگاه             | لیگ               | بازی | گل                            | بازی              | گل                | بازی  | گل‌    | بازی  | گل‌    |
| ایران             | ایران              | ایران             | لیگ  | لیگ                           | جام حذفی          | جام حذفی          | آسیا  | آسیا  | مجموع | مجموع |
| ----------------- | ------------------ | ----------------- | ---- | ----------------------------- | ----------------- | ----------------- | ----- | ----- | ----- | ----- |
| ۱۹۹۲–۹۳           | تراکتورسازی        | لیگ آزادگان       |      |                               |                   |                   | -     | -     |       |       |
| ۱۹۹۳–۹۴           | تراکتورسازی        | لیگ آزادگان       |      |                               |                   |                   | -     | -     |       |       |
| ۱۹۹۴–۹۵           | کشاورز             | لیگ آزادگان       |      |                               |                   |                   | -     | -     |       |       |
| ۱۹۹۵–۹۶           | کشاورز             | لیگ آزادگان       |      |                               |                   |                   | -     | -     |       |       |
| ۱۹۹۶–۹۷           | پرسپولیس           | لیگ آزادگان       | ۲۰   | ۴                             | ۰                 | ۰                 | ۴     | ۳     | ۲۴    | ۷     |
| آلمان             | آلمان              | آلمان             | لیگ  | لیگ                           | جام حذفی آلمان    | جام حذفی آلمان    | اروپا | اروپا | مجموع | مجموع |
| ۱۹۹۷–۹۸           | آرمینیا بیله‌فلد    | بوندس‌لیگا         | ۱۸   | ۳                             | ۰                 | ۰                 | -     | -     | ۱۸    | ۳     |
| ۱۹۹۸–۹۹           | آرمینیا بیله‌فلد    | بوندس‌لیگا ۲       | ۲۲   | ۲                             | ۳                 | ۱                 | -     | -     | ۲۵    | ۳     |
| ۱۹۹۹–۰۰           | آرمینیا بیله‌فلد    | بوندس‌لیگا         | ۱۱   | ۱                             | ۱                 | ۰                 | -     | -     | ۱۲    | ۱     |
| امارات متحده عربی | امارات متحده عربی  | امارات متحده عربی | لیگ  | لیگ                           | جام امیر          | جام امیر          | آسیا  | آسیا  | مجموع | مجموع |
| ۱۹۹۹–۰۰           | باشگاه ورزشی النصر | لیگ امارات        | ۸    | ۴                             | ۰                 | ۰                 | -     | -     | ۸     | ۴     |
| انگلستان          | انگلستان           | انگلستان          | لیگ  | لیگ                           | جام حذفی انگلستان | جام حذفی انگلستان | اروپا | اروپا | مجموع | مجموع |
| ۲۰۰۰–۰۱           | چارلتون            | لیگ برتر انگلیس   | ۱    | ۰                             | ۰                 | ۰                 | -     | -     | ۱     | ۰     |
| قطر               | قطر                | قطر               | لیگ  | لیگ                           | جام امیر قطر      | جام امیر قطر      | آسیا  | آسیا  | مجموع | مجموع |
| ۲۰۰۱–۰۲           | السد               | لیگ ستارگان قطر   | ۱۱   | ۵                             | ۰                 | ۰                 | ۴     | ۰     | ۱۵    | ۵     |
| ایران             | ایران              | ایران             | لیگ  | لیگ                           | جام حذفی          | جام حذفی          | آسیا  | آسیا  | مجموع | مجموع |
| ۲۰۰۲–۰۳           | پرسپولیس           | جام خلیج فارس     | ۹    | ۰                             | ۴                 | ۳                 | ۳     | ۰     | ۱۶    | ۳     |
| ۲۰۰۳–۰۴           | پرسپولیس           | جام خلیج فارس     | ۲۰   | ۳                             | ۴                 | ۳                 | -     | -     | ۲۴    | ۶     |
| ۲۰۰۴–۰۵           | پرسپولیس           | جام خلیج فارس     | ۲۸   | ۲                             | ۱                 | ۰                 | -     | -     | ۲۹    | ۲     |
| ۲۰۰۵–۰۶           | پرسپولیس           | جام خلیج فارس     | ۲۳   | ۰                             | ۳                 | ۰                 | -     | -     | ۲۶    | ۰     |
| ۲۰۰۶–۰۷           | پرسپولیس           | جام خلیج فارس     | ۱۳   | ۲                             | ۲                 | ۰                 | -     | -     | ۱۵    | ۲     |
| ۲۰۰۷–۰۸           | پرسپولیس           | جام خلیج فارس     | ۲۶   | ۳                             | ۲                 | ۱                 | -     | -     | ۲۸    | ۴     |
| ۲۰۰۸–۰۹           | پرسپولیس           | جام خلیج فارس     | ۲۹   | ۹                             | ۱                 | ۰                 | ۴     | ۰     | ۳۴    | ۹     |
| ۲۰۰۹–۱۰           | پرسپولیس           | جام خلیج فارس     | ۲۲   | ۱۰                            | ۵                 | ۳                 | -     | -     | ۲۷    | ۱۳    |
| ۲۰۱۰–۱۱           | پرسپولیس           | جام خلیج فارس     | ۵    | ۰                             | ۰                 | ۰                 | ۰     | ۰     | ۵     | ۰     |
| مجموع             | ایران              | ایران             | ۲۸۸  | ۴۶\|\|\|\|\|\|۱۱\|\|۳\|\|\|\| |                   |                   |       |       |       |       |
| مجموع             | آلمان              | آلمان             | ۵۱   | ۶                             | ۴                 | ۱                 | -     | -     | ۵۵    | ۷     |
| مجموع             | قطر                | قطر               | ۱۹   | ۹                             | ۰                 | ۰                 | ۴     | ۰     | ۲۳    | ۹     |
| مجموع             | انگلیس             | انگلیس            | ۱    | ۰                             | ۰                 | ۰                 | -     | -     | ۱     | ۰     |
| کل دوره           | کل دوره            | کل دوره           | ۳۵۷  | ۶۱\|\|\|\|\|\|۱۵\|\|۳\|\|\|\| |                   |                   |       |       |       |       |

## دوران ملی

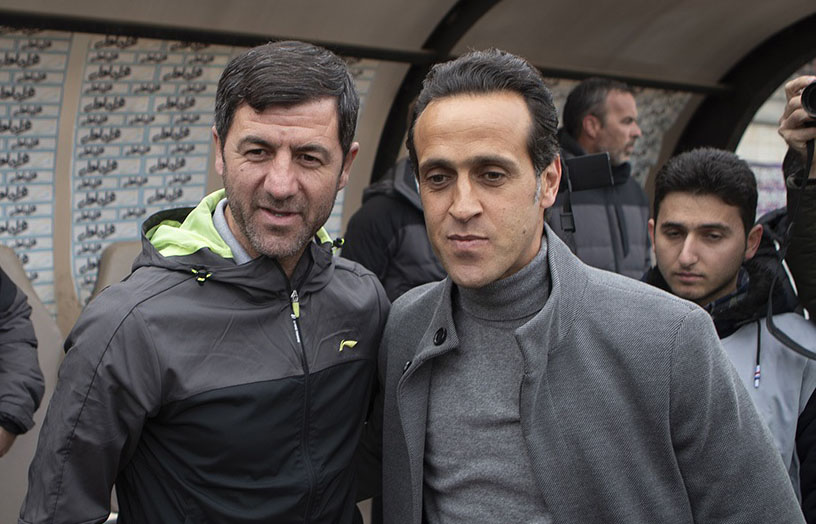
کریم باقری (چپ) و علی کریمی/ بهمن ۱۳۹۷

او بهترین گلزن هافبک جهان در تیم ملی است
کریم باقری نخستین بار در ۱۶ خرداد ۱۳۷۲ مقابل تیم ملی فوتبال پاکستان در جام اکو، برای تیم ملی ایران به میدان رفت. او در ۸۷ بازی، ۵۰ گل برای تیم ملی ایران به ثمر رساند.
باقری در سال ۱۹۹۷ به تیم منتخب آسیا دعوت شد تا در بازی دوستانه مقابل تیم منتخب جهان قرار بگیرد. در این مسابقه که با شکست ۵ بر ۳ هم‌تیمهای کریم باقری همراه بود، او یکی از گل‌های منتخب آسیا را به ثمر رساند.
باقری در سن ۲۷ سالگی پس از بازی مقابل تیم ایرلند جنوبی در سال ۱۳۸۰ از تیم ملی فوتبال ایران خداحافظی کرد. او در زمان سرمربی‌گری علی دایی با اعلام آمادگی برای حضور در تیم ملی بار دیگر به اردو تیم ملی فرا خوانده شد.
سایت فیفا در گزارش بازگشت کریم باقری به تیم ملی فوتبال ایران از او به عنوان «زیدان آسیا» یاد کرد. باقری پس از ۷ سال در بازی دوستانهٔ تیم‌های ایران و قطر، که در ۱۹ آبان ۸۷ برگزار شد، بار دیگر برای تیم ملی به میدان رفت. او در ۲۹ آبان ۸۷ چهل و هشتمین گل ملّی خود را در بازی مقابل امارات در رقابت‌های مقدماتی جام جهانی ۲۰۱۰ به ثمر رساند.
در مراسم بهترین‌های فوتبال سال ایران، کریم باقری با کسب بالاترین امتیاز از بین بهترین‌های فوتبال سال ۸۷، مرد سال فوتبال ایران شد.
باقری سرانجام در ۱۵ مهر ۱۳۸۹ در بازی دوستانه ایران مقابل برزیل که در شهر ابوظبی برگزار شد، با انجام هشتاد و هفتمین بازی ملی‌اش برای همیشه از تیم ملی خداحافظی کرد. باقری در نظرسنجی برنامه نود به عنوان بهترین هافبک دفاعی پس از انقلاب انتخاب شد.

### گل کریم باقری در ملبورن استرالیا
تیم ملی ایران در بازی برگشت مقابل استرالیا (۸ آذر ۱۳۷۶) در چهارچوب مسابقات مقدماتی جام جهانی ۱۹۹۸ فرانسه، در حالی که با ۲ گل از حریف عقب افتاده بود، در دقیقه ۷۱ توسط کریم باقری به نخستین گل رسید. با گلزنی خداداد عزیزی و تساوی ۲–۲ تیم ملی مقابل استرالیا، ایران برای دومین بار در طول تاریخ به مسابقات جام جهانی صعود کرد.

## آمار ملی

### بازی‌های ملی
| ایران | ایران | ایران |
| سال   | بازی  | گل    |
| ----- | ----- | ----- |
| ۱۹۹۳  | ۹     | ۱     |
| ۱۹۹۴  | ۴     | ۰     |
| ۱۹۹۶  | ۱۷    | ۱۲    |
| ۱۹۹۷  | ۱۵    | ۲۰    |
| ۱۹۹۸  | ۱۱    | ۳     |
| ۲۰۰۰  | ۱۳    | ۹     |
| ۲۰۰۱  | ۱۱    | ۲     |
| ۲۰۰۸  | ۲     | ۱     |
| ۲۰۰۹  | ۴     | ۲     |
| ۲۰۱۰  | ۱     | ۰     |
| مجموع | ۸۷    | ۵۰    |

### فهرست گل‌های ملی[۲۸]
| شماره | تاریخ           | میزبان         | بازی ملی | حریف      | نتیجه | رقابت                        |
| ----- | --------------- | -------------- | -------- | --------- | ----- | ---------------------------- |
| ۱     | ۳ ژوئن ۱۹۹۳     | تهران          | ۱        | پاکستان   | ۵–۰   | جام اکو ۱۹۹۳                 |
| ۲     | ۲۴ آوریل ۱۹۹۶   | عشق آباد       | ۱۴       | ترکمنستان | ۱–۱   | دوستانه                      |
| ۳     | ۱۰ ژوئن ۱۹۹۶    | تهران          | ۱۷       | نپال      | ۸–۰   | مقدماتی جام ملت‌های آسیا ۱۹۹۶ |
| ۴     | ۱۰ ژوئن ۱۹۹۶    | تهران          | ۱۷       | نپال      | ۸–۰   | مقدماتی جام ملت‌های آسیا ۱۹۹۶ |
| ۵     | ۱۲ ژوئن ۱۹۹۶    | تهران          | ۱۸       | سری‌لانکا  | ۷–۰   | مقدماتی جام ملت‌های آسیا ۱۹۹۶ |
| ۶     | ۱۷ ژوئن ۱۹۹۶    | مسقط           | ۲۰       | سری‌لانکا  | ۴–۰   | مقدماتی جام ملت‌های آسیا ۱۹۹۶ |
| ۷     | ۱۷ ژوئن ۱۹۹۶    | مسقط           | ۲۰       | سری‌لانکا  | ۴–۰   | مقدماتی جام ملت‌های آسیا ۱۹۹۶ |
| ۸     | ۱۷ ژوئن ۱۹۹۶    | مسقط           | ۲۰       | سری‌لانکا  | ۴–۰   | مقدماتی جام ملت‌های آسیا ۱۹۹۶ |
| ۹     | ۱۹ ژوئن ۱۹۹۶    | مسقط           | ۲۱       | نپال      | ۴–۰   | مقدماتی جام ملت‌های آسیا ۱۹۹۶ |
| ۱۰    | ۱۹ ژوئن ۱۹۹۶    | مسقط           | ۲۱       | نپال      | ۴–۰   | مقدماتی جام ملت‌های آسیا ۱۹۹۶ |
| ۱۱    | ۲۱ ژوئن ۱۹۹۶    | مسقط           | ۲۲       | عمان      | ۲–۱   | مقدماتی جام ملت‌های آسیا ۱۹۹۶ |
| ۱۲    | ۷ دسامبر ۱۹۹۶   | دبی            | ۲۷       | عربستان   | ۳–۰   | جام ملت‌های آسیا ۱۹۹۶         |
| ۱۳    | ۱۶ دسامبر ۱۹۹۶  | دبی            | ۲۸       | کرهٔ جنوبی | ۶–۲   | جام ملت‌های آسیا ۱۹۹۶         |
| ۱۴    | ۲ ژوئن ۱۹۹۷     | دمشق           | ۳۱       | مالدیو    | ۱۷–۰  | مقدماتی جام جهانی ۱۹۹۸       |
| ۱۵    | ۲ ژوئن ۱۹۹۷     | دمشق           | ۳۱       | مالدیو    | ۱۷–۰  | مقدماتی جام جهانی ۱۹۹۸       |
| ۱۶    | ۲ ژوئن ۱۹۹۷     | دمشق           | ۳۱       | مالدیو    | ۱۷–۰  | مقدماتی جام جهانی ۱۹۹۸       |
| ۱۷    | ۲ ژوئن ۱۹۹۷     | دمشق           | ۳۱       | مالدیو    | ۱۷–۰  | مقدماتی جام جهانی ۱۹۹۸       |
| ۱۸    | ۲ ژوئن ۱۹۹۷     | دمشق           | ۳۱       | مالدیو    | ۱۷–۰  | مقدماتی جام جهانی ۱۹۹۸       |
| ۱۹    | ۲ ژوئن ۱۹۹۷     | دمشق           | ۳۱       | مالدیو    | ۱۷–۰  | مقدماتی جام جهانی ۱۹۹۸       |
| ۲۰    | ۲ ژوئن ۱۹۹۷     | دمشق           | ۳۱       | مالدیو    | ۱۷–۰  | مقدماتی جام جهانی ۱۹۹۸       |
| ۲۱    | ۴ ژوئن ۱۹۹۷     | دمشق           | ۳۲       | قرقیزستان | ۷–۰   | مقدماتی جام جهانی ۱۹۹۸       |
| ۲۲    | ۴ ژوئن ۱۹۹۷     | دمشق           | ۳۲       | قرقیزستان | ۷–۰   | مقدماتی جام جهانی ۱۹۹۸       |
| ۲۳    | ۹ ژوئن ۱۹۹۷     | تهران          | ۳۴       | قرقیزستان | ۳–۱   | مقدماتی جام جهانی ۱۹۹۸       |
| ۲۴    | ۱۱ ژوئن ۱۹۹۷    | تهران          | ۳۵       | مالدیو    | ۹–۰   | مقدماتی جام جهانی ۱۹۹۸       |
| ۲۵    | ۱۱ ژوئن ۱۹۹۷    | تهران          | ۳۵       | مالدیو    | ۹–۰   | مقدماتی جام جهانی ۱۹۹۸       |
| ۲۶    | ۱۷ اوت ۱۹۹۷     | تورنتو         | ۳۶       | کانادا    | ۱–۰   | دوستانه                      |
| ۲۷    | ۱۳ سپتامبر ۱۹۹۷ | دالیان         | ۳۷       | چین       | ۴–۲   | مقدماتی جام جهانی ۱۹۹۸       |
| ۲۸    | ۱۹ سپتامبر ۱۹۹۷ | تهران          | ۳۸       | عربستان   | ۲–۲   | مقدماتی جام جهانی ۱۹۹۸       |
| ۲۹    | ۲۶ سپتامبر ۱۹۹۷ | کویت           | ۳۹       | کویت      | ۱–۱   | مقدماتی جام جهانی ۱۹۹۸       |
| ۳۰    | ۳ اکتبر ۱۹۹۷    | تهران          | ۴۰       | قطر       | ۳–۰   | مقدماتی جام جهانی ۱۹۹۸       |
| ۳۱    | ۳ اکتبر ۱۹۹۷    | تهران          | ۴۰       | قطر       | ۳–۰   | مقدماتی جام جهانی ۱۹۹۸       |
| ۳۲    | ۱۷ اکتبر ۱۹۹۷   | تهران          | ۴۱       | چین       | ۴–۱   | مقدماتی جام جهانی ۱۹۹۸       |
| ۳۳    | ۲۹ نوامبر ۱۹۹۷  | ملبورن         | ۴۵       | استرالیا  | ۲–۲   | مقدماتی جام جهانی ۱۹۹۸       |
| ۳۴    | ۱۰ دسامبر ۱۹۹۸  | بانکوک         | ۵۲       | تاجیکستان | ۵–۰   | بازی‌های آسیایی ۱۹۹۸          |
| ۳۵    | ۱۲ دسامبر ۱۹۹۸  | بانکوک         | ۵۳       | چین       | ۲–۱   | بازی‌های آسیایی ۱۹۹۸          |
| ۳۶    | ۱۹ دسامبر ۱۹۹۸  | بانکوک         | ۵۶       | کویت      | ۲–۰   | بازی‌های آسیایی ۱۹۹۸          |
| ۳۷    | ۹ ژوئن ۲۰۰۰     | تهران          | ۶۳       | مقدونیه   | ۳–۱   | جام ال جی                    |
| ۳۸    | ۱۲ اکتبر ۲۰۰۰   | بیروت          | ۶۴       | لبنان     | ۴–۰   | جام ملت‌های آسیا ۲۰۰۰         |
| ۳۹    | ۲۳ اکتبر ۲۰۰۰   | طرابلس (لبنان) | ۶۷       | کرهٔ جنوبی | ۲–۱   | جام ملت‌های آسیا ۲۰۰۰         |
| ۴۰    | ۲۴ نوامبر ۲۰۰۰  | تبریز          | ۶۸       | گوآم      | ۱۹–۰  | مقدماتی جام جهانی ۲۰۰۲       |
| ۴۱    | ۲۴ نوامبر ۲۰۰۰  | تبریز          | ۶۸       | گوآم      | ۱۹–۰  | مقدماتی جام جهانی ۲۰۰۲       |
| ۴۲    | ۲۴ نوامبر ۲۰۰۰  | تبریز          | ۶۸       | گوآم      | ۱۹–۰  | مقدماتی جام جهانی ۲۰۰۲       |
| ۴۳    | ۲۴ نوامبر ۲۰۰۰  | تبریز          | ۶۸       | گوآم      | ۱۹–۰  | مقدماتی جام جهانی ۲۰۰۲       |
| ۴۴    | ۲۴ نوامبر ۲۰۰۰  | تبریز          | ۶۸       | گوآم      | ۱۹–۰  | مقدماتی جام جهانی ۲۰۰۲       |
| ۴۵    | ۲۴ نوامبر ۲۰۰۰  | تبریز          | ۶۸       | گوآم      | ۱۹–۰  | مقدماتی جام جهانی ۲۰۰۲       |
| ۴۶    | ۲۵ اکتبر ۲۰۰۱   | تهران          | ۷۷       | امارات    | ۱–۰   | مقدماتی جام جهانی ۲۰۰۲       |
| ۴۷    | ۳۱ اکتبر ۲۰۰۱   | دبی            | ۷۸       | امارات    | ۳–۰   | مقدماتی جام جهانی ۲۰۰۲       |
| ۴۸    | ۱۹ نوامبر ۲۰۰۸  | دبی            | ۸۲       | امارات    | ۱–۱   | مقدماتی جام جهانی ۲۰۱۰       |
| ۴۹    | ۲ ژانویه ۲۰۰۹   | تهران          | ۸۳       | چین       | ۳–۱   | دوستانه                      |
| ۵۰    | ۹ ژانویه ۲۰۰۹   | تهران          | ۸۴       | سنگاپور   | ۶–۰   | مقدماتی جام ملت‌های آسیا ۲۰۱۱ |

## دیگر فعالیت‌ها
در خیزش ۱۴۰۱ ایران، باقری از مردم معترض و علی کریمی حمایت کرد‌. رضا درویش، مدیرعامل باشگاه پرسپولیس، ۱۳ تیر ۱۴۰۲ رسما از کنار رفتن او از کادرفنی تیمش خبر داد. پیش‌تر، روزنامه خبرورزشی سوم تیرماه در خبری از «احتمال حذف کریم باقری با دستور نهادهای ذی‌ربط» گزارش داده بود. باقری پس از یکسال و «رفع مشکلات غیرفوتبالی» دوباره به عنوان مربی به نیمکت پرسپولیس بازگشت.

## افتخارات

### دوران بازی

#### باشگاهی
پرسپولیس
- لیگ ایران: قهرمان (۲ بار): ۱۳۷۵، ۸۷–۱۳۸۶
- جام حذفی: قهرمان ۸۹–۱۳۸۸

السد قطر
- قهرمان جام باشگاه‌های عرب: ۲۰۰۱
- مقام سومی مسابقات جام در جام آسیا: ۲۰۰۲

#### ملی
- قهرمانی جام اکو (۱۹۹۳ تهران)
- مقام سومی جام ملت‌های آسیا ۱۹۹۶
- قهرمانی  بازی‌های آسیایی ۱۹۹۸ تایلند

#### فردی
- بازیکن برتر ماه ژوئیه ۱۹۹۷ آسیا[۲۷]
- بازیکن سوم سال آسیا ۱۹۹۷[۲۷]
- عضو تیم ستارگان آسیا در دیدار با ستارگان فیفا (۱۹۹۷)[۳۳]
- دومین گل‌زن برتر جهان (بازی‌های ملی) در سال ۱۹۹۷[۲۰]
- زننده بهترین گل ماه آسیا (۲ بار): اکتبر ۲۰۰۰، اکتبر ۲۰۰۱[۲۷]
- برترین بازیکن جام باشگاه‌های عرب: ۲۰۰۱
- دومین بازیکن محبوب جهان در سال ۲۰۱۰ (نظرسنجی ifffhs با کسب ۶۳٬۳۹۵ رای)[۳۴]
- گلزنترین هافبک ملی جهان[۳۵]
- سومین گلزن برتر تاریخ تیم ملی فوتبال ایران[۳۵]

### دوران مربی‌گری (دستیار)
پرسپولیس
- لیگ برتر ایران: قهرمان (۶ بار): ۹۶–۱۳۹۵، ‏۹۷–۱۳۹۶، ‏۹۸–۱۳۹۷، ۹۹–۱۳۹۸ و ۱۴۰۰–۱۳۹۹، ۰۲–۱۴۰۱
- جام حذفی فوتبال ایران: قهرمان (۲ بار): ۹۸–۱۳۹۷، ۰۲–۱۴۰۱
- سوپر جام فوتبال ایران: قهرمان (۵ بار): ۱۳۹۶، ۱۳۹۷، ۱۳۹۸ ۱۳۹۹، ۱۴۰۲
- لیگ قهرمانان آسیا: نایب‌قهرمان (۲ بار): ۲۰۱۸، ۲۰۲۰
- سرمربی موقت
- سوپر جام فوتبال ایران: نایب قهرمان (۱): ۱۴۰۳